# Dieter Kerchner
Dieter Kerchner (* 1933 in Düsseldorf; † 1994) war ein deutscher Bildhauer und Grafiker.

## Leben
Kerchner machte nach dem Gymnasium, das er bis 1950 besuchte, eine Bildhauerlehre. Anschließend wirkte er als Künstler in Düsseldorf. Er war Mitglied der Gruppe 53 und einziger Plastiker dieser Künstlergruppe. 1955 erhielt er den Förderpreis des Cornelius-Preises der Stadt Düsseldorf. 1957 gehörte er neben Günter Ferdinand Ris, Rolf Sackenheim und Horst Janssen zu den Stipendiaten des Kulturkreises der deutschen Wirtschaft.

## Ausstellungen
- 1956: Kunstverein für die Rheinlande und Westfalen (mit Peter Brüning und Herbert Kaufmann)
- 1956: 6. Ausstellung des Deutschen Künstlerbundes, Ehrenhof, Düsseldorf
- 1957: ars viva, Ausstellung des Kulturkreises der deutschen Wirtschaft, Berlin
- 1957: Gruppe 53, Kunsthalle Düsseldorf
- 1963: 12. Ausstellung des Deutschen Künstlerbundes, Württembergischer Kunstverein Stuttgart
- 1964: 13. Ausstellung des Deutschen Künstlerbundes, Akademie der Künste, Berlin
- 1975: Gemeinschaftsausstellung mit William Crovello (1929–2021), Galerie Rutz, Düsseldorf
- 2003: Auf dem Weg zur Avantgarde – Künstler der Gruppe 53, Museum Ratingen